# Klotzsche
Klotzsche [ˈklɔt͡ʃə] ist ein Stadtteil von Dresden im gleichnamigen Stadtbezirk und liegt etwa sieben Kilometer nördlich der Innenstadt am Rande der Dresdner Heide in einer Höhe von 198 m ü. NHN. Die von sorbischen Siedlern gegründete und 1309 erstmals erwähnte Ortschaft wurde 1935 zur Stadt erhoben und am 1. Juli 1950 nach Dresden eingemeindet.
In Klotzsche befindet sich der Flughafen Dresden mit Anschluss an die Autobahnen A 4 und A 13. Die größten Industrieansiedlungen sind die Halbleiterwerke von Infineon, X-FAB und die Elbe Flugzeugwerke der Airbus Group am Flughafen. Die großzügige Anlage der Akademie der Deutschen Gesetzlichen Unfallversicherung ist die größte Schulanlage in Dresden-Klotzsche. Touristisch erwähnenswert sind die benachbarte Gartenstadt Hellerau sowie die angrenzenden Landschaftsschutzgebiete Dresdner Heide mit Silbersee und Prießnitzgrund, der Friedewald und Moritzburger Teichgebiet und die Moritzburger Kleinkuppenlandschaft.

## Geschichte

Einteilung des Stadtteils Klotzsche in zwei Statistische Stadtteile

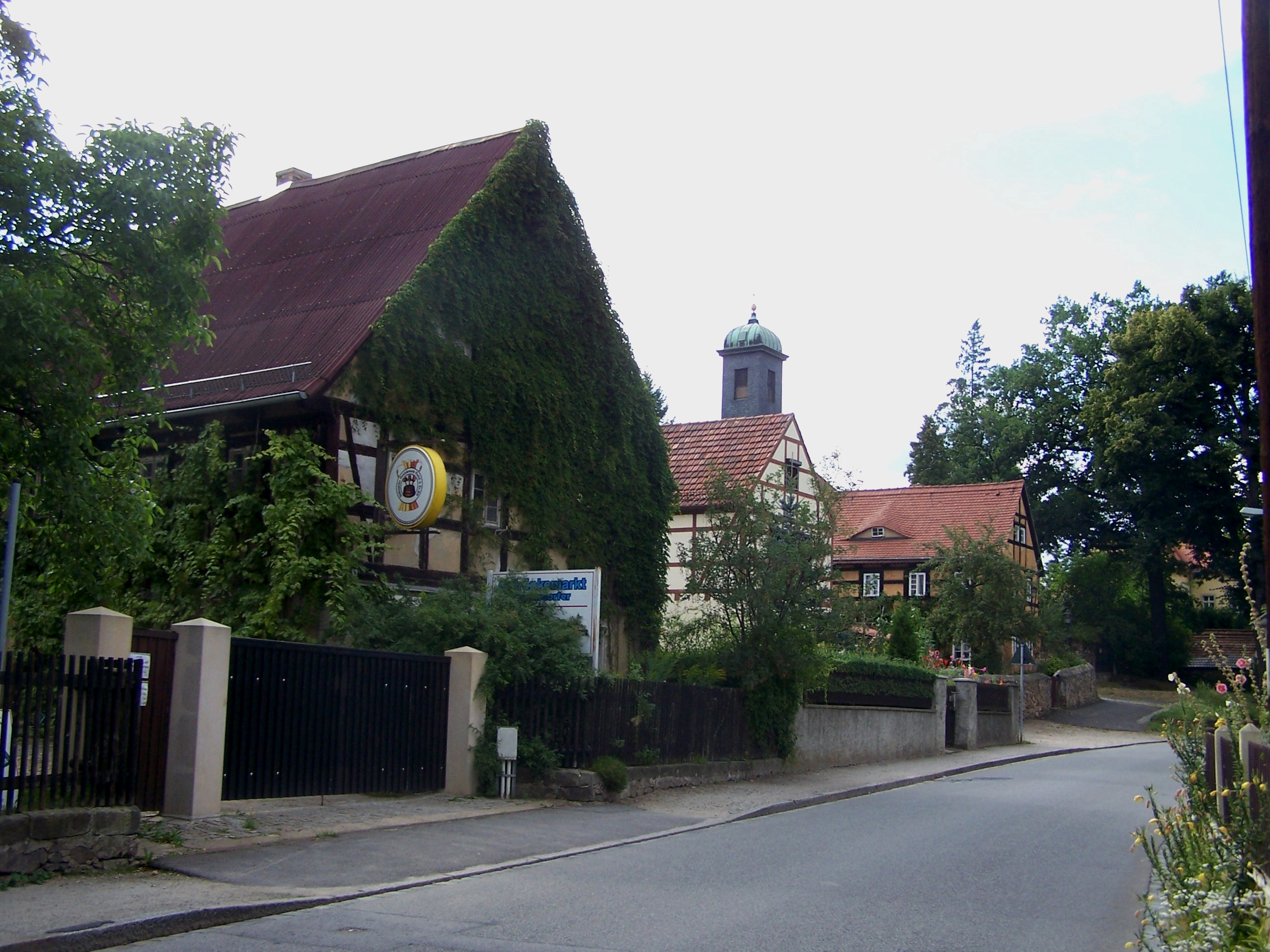
Altklotzsche, im Hintergrund der Turm der Alten Kirche

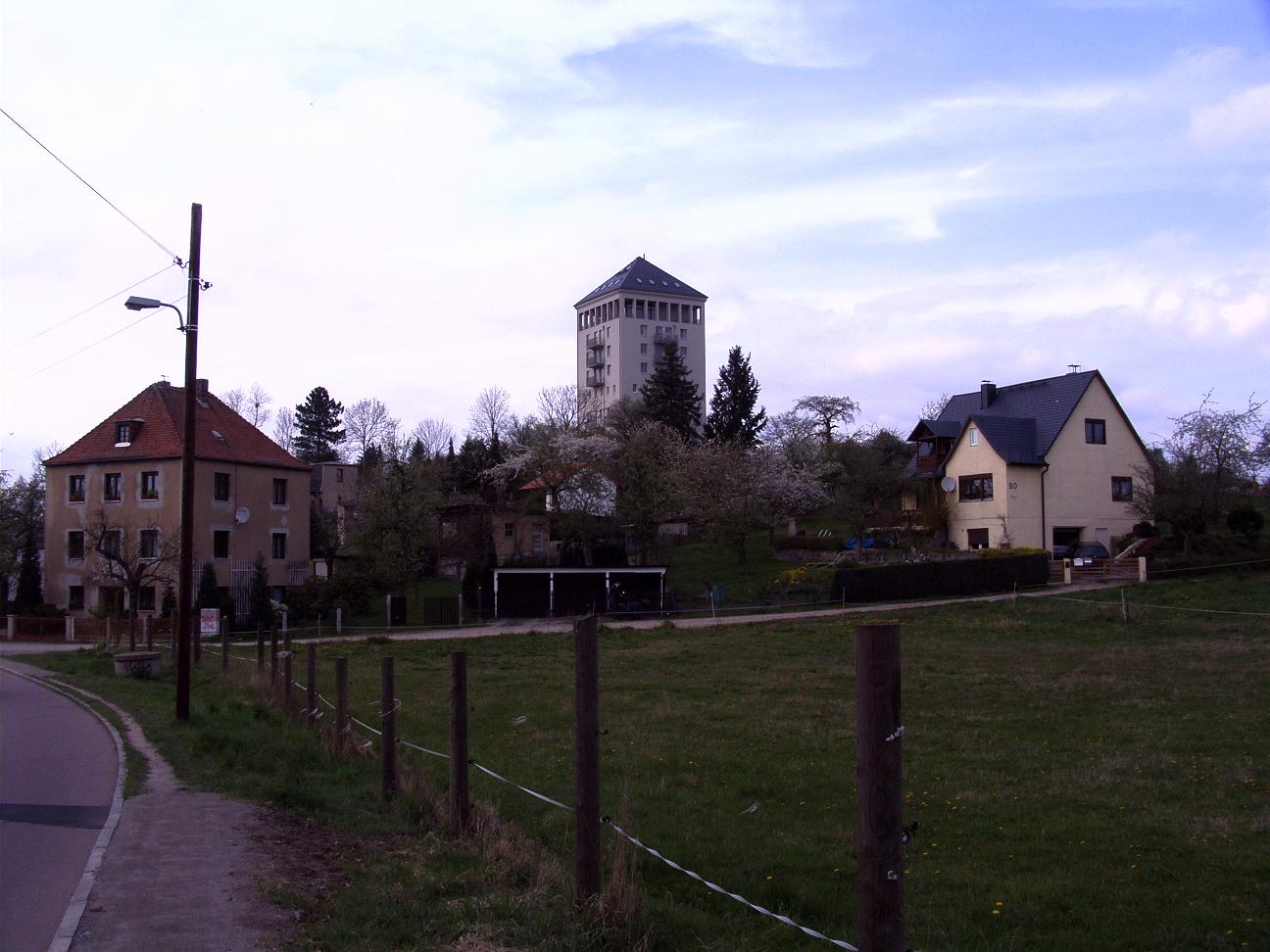
Blick von der Straße „Altklotzsche“ zum Wasserturm von Klotzsche

| Jahr | Einwohner                                |
| ---- | ---------------------------------------- |
| 1445 | etwa 130                                 |
| 1547 | 28 besessene Mann                        |
| 1764 | 26 besessene Mann, 4 Gärtner, 31 Häusler |
| 1834 | 406                                      |
| 1871 | 792                                      |
| 1890 | 2523                                     |
| 1910 | 5171                                     |
| 1925 | 6379                                     |
| 1939 | 12.275                                   |
| 1946 | 9848                                     |

### Frühgeschichte bis zum 16. Jahrhundert
Archäologischen Funden zufolge waren die Fluren um Klotzsche bereits in der Steinzeit besiedelt. Auch eine bronzezeitliche Besiedlung konnte nachgewiesen werden. Gegründet wurde Klotzsche als slawischer Rundling im Bereich der heutigen Boltenhagener Straße – Altklotzsche in der Nähe Schmiedeschänke. Am 9. Oktober 1309 wurde der Ort als „villa kloiczowe“ erstmals urkundlich erwähnt. Der Name ist vom altsorbischen Kłočov abgeleitet, was laut Ernst Eichler und Hans Walther auf einen Personennamen Kłok oder Kłoč zurückgeht (vgl. obersorbisch kłokać, „glucksen“; tschechisch klokat, „sprudeln“).
Ab 1445 gehörte das Dorf zum Amt Dresden. Wirtschaftlich war Klotzsche ein Bauerndorf. Einige Einwohner lebten zudem von der Imkerei und der Vogelstellerei. Außerdem mussten die Einwohner häufig Frondienste leisten, oft im Zusammenhang mit kurfürstlichen Jagden im nahen Heidewald. Kirchlich unterstand Klotzsche bis zum Bau einer eigenen Kirche im Jahr 1321 der Dresdner Frauenkirche. Bereits zuvor existierte vermutlich eine Kapelle mit Friedhof, deren Reste 1820 bei Bauarbeiten im Grundstück Altklotzsche Nr. 89 freigelegt wurden. Stark betroffen war Klotzsche in den Hussitenkriegen und wurde 1428 geplündert. 1502 entstand das Erbgericht im Dorfkern, welches zu DDR-Zeiten als Klubhaus „Friedrich Wolf“, zuletzt bis zum Abriss als „Casino Klotzsche“ diente.

### 17. und 18. Jahrhundert
Auch im Dreißigjährigen Krieg wurde Klotzsche schwer in Mitleidenschaft gezogen. 1637 plünderten schwedische Soldaten das Dorf und brannten das Schänkgut nieder. Kurfürst Johann Georg I. musste den Ort zur Finanzierung des Wiederaufbaus sogar verpfänden, um die immensen Schäden beheben zu können. Zudem suchten mehrfach Missernten, Kriege und Brände das Dorf heim: In den Jahren 1637, 1729 und 1746 zerstörten Feuer große Teile des Dorfes.

### 19. Jahrhundert
Am 30. Oktober 1802 vernichtete ein Großbrand fast den gesamten Ort einschließlich der Dorfkirche. Im Zuge des folgenden Wiederaufbaus erhielt der historische Ortskern im Wesentlichen sein heutiges Aussehen. Die abseits des Dorfes an der Landstraße nach Königsbrück gelegene Raststätte am Schänkhübel wurde 1835 durch ein festes neues Gebäude ersetzt.
Infolge der von der Sächsisch-Schlesischen Eisenbahngesellschaft von 1844 bis 1847 erbauten Bahnstrecke Dresden – Görlitz (– Breslau) über Klotzscher Flur wuchs die Einwohnerzahl deutlich an, obwohl die Bahnlinie den Ort Klotzsche nicht berührte. In der zweiten Hälfte des 19. Jahrhunderts entwickelte sich Klotzsche zum Kur- und Villenort. Maßgeblich dazu bei trug Friedrich August Quosdorf, der in der Nähe der am 1. September 1875 eröffneten „Eisenbahn-Haltestelle“ (dem späteren Haltepunkt „Königswald“) einige Grundstücke erwarb und diese zur Bebauung mit Villen weiterverkaufte. Da sich die Flächen zuvor in königlichem Besitz befunden hatten und zudem der vorhandene Wald in die Gestaltung einbezogen wurde, erhielt dieser neue Ortsteil den Namen Königswald. 1884 ließ er ein „Sommerfrische Quosdorf“ genanntes Kurhaus mit Ballsaal errichten. Dieses wurde zum Ausgangspunkt des Kurbetriebes und diente später als „Hotel zum Bahnhof“. Vor dem heute als Wohnanlage genutzten Gebäude erinnert seit 1896 ein Gedenkstein an den Gründer des Ortsteils.
Zum Ende des 19. Jahrhunderts zog es immer mehr Menschen aus der Residenzstadt Dresden dorthin, so dass man 1890 mit diesem neuen Ortsteil und den Ortsteilen um die Gaststätten „Alberthöhe“ und „Schänkhübel“ bereits über 2.500 Einwohner zählte. Es entstanden ein gemeindeeigenes Wasser-, Gas- und Elektrizitätswerk, ein Postamt, mehrere Schulen und das Rathaus an der Kieler Straße. Auch eine eigene Zeitung, die „Dresdner Haide-Zeitung“ wurde ab 1894 herausgegeben.

### 20. Jahrhundert (bis 1945)
Nach der Jahrhundertwende entstanden zwischen dem alten Dorf und Klotzsche-Königswald weitere Ortsteile um die Alberthöhe und den Schänkhübel sowie kleine Siedlungen wie zum Beispiel „Am Trobischberg“ und „Am Steinacker“; am 12. Oktober 1901 gab es 4385 Einwohner. Im Jahr 1902 öffnete das König-Friedrich-August-Waldbad seine Pforten, 1903 wurde es noch einmal erweitert und umgebaut. Von 1905 bis 1907 wurde die von Woldemar Kandler geplante zweite Klotzscher Kirche errichtet, die 1925 den Namen Christuskirche erhielt. Im Jahr 1927 erhielt die zuvor in den Räumen der vormaligen Kadettenanstalt in der Albertstadt untergebrachte Sächsische Landesschule am Tümmelsberg neue Gebäude. Sie wurde von den Architekten Oskar Kramer und Heinrich Tessenow entworfen und 1935 von den Nationalsozialisten zur Napola umfunktioniert.
Im Jahr 1934 wurde auf Klotzscher und Rähnitzer Flur mit dem Bau des neuen Dresdner Flughafens begonnen. Die Einweihung erfolgte am 11. Juli 1935. In dieser Zeit entstanden auch der bis heute das Ortsbild prägende Wasserturm Klotzsche (Einweihung am 20. Juli 1935), die Luftnachrichtenkaserne am Moritzburger Weg und von 1935 bis 1937 die Luftkriegsschule (Offiziersschule der Luftwaffe). Klotzsche wurde am 1. November 1935 Garnisonstadt und erhielt mit dem Erreichen von 10.000 Einwohnern am 18. November 1935 das Stadtrecht. Die Volkszählung am 17. Mai 1939 ergab 10.068 Einwohner, davon 5.136 Männer und 4.932 Frauen. Geplante Großprojekte wie der Bau eines Aufmarschplatzes mit Stadion und einer Stadthalle blieben, bedingt durch den Zweiten Weltkrieg, unrealisiert.

### 20. Jahrhundert (ab 1945)

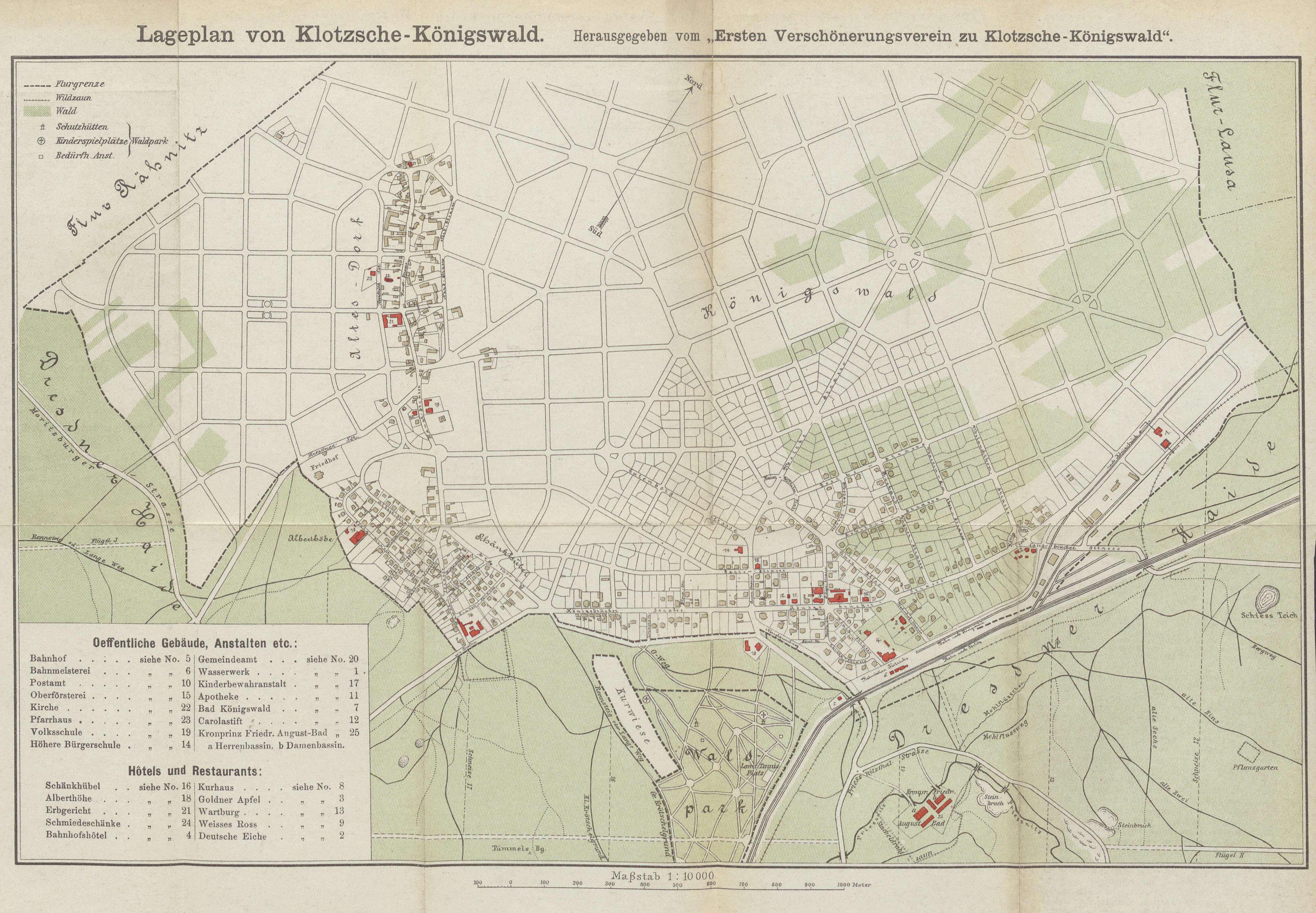
Lageplan von Klotzsche-Königswald (um 1907/1908)

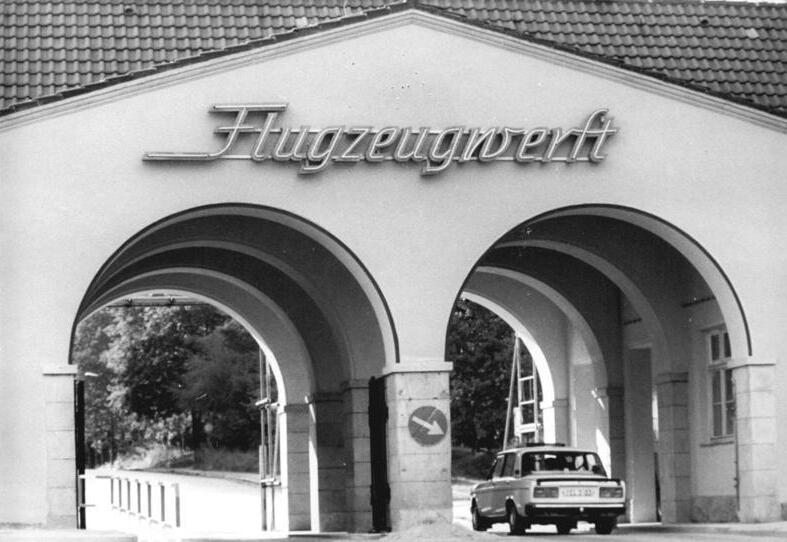
Einfahrt zur Flugzeugwerft (1990)

Noch am letzten Kriegstag des Jahres 1945 fielen Bomben auf Klotzsche, die 16 Einwohnern den Tod brachten. Unter Regie der SMAD, welche einen Großteil der vorhandenen Kasernenbauten bezog, wurde der Ort in den Rang einer Rajonstadt erhoben. 1947 entstand das Rheumainstitut Klotzsche. Als bislang einzige Stadt wurde Klotzsche am 1. Juli 1950 nach Dresden eingemeindet.
In den 1950er Jahren erhielt der neue Stadtteil als Standort zahlreicher Industriebetriebe Bedeutung. Im Jahr 1955 begannen auf dem Gelände der früheren Luftkriegsschule die Bauarbeiten zum VEB Flugzeugwerke Dresden (Elbe Flugzeugwerke). Diese sollten Ausgangspunkt des zivilen Flugzeugbaus der DDR werden. 1959 entstand hier das erste und einzige DDR-Verkehrsflugzeug 152. Nach dem Absturz eines Prototyps am 4. März 1959 musste der Flugzeugbau auf Weisung der DDR-Führung 1961 eingestellt werden. Im Anschluss siedelten sich auf dem Gelände neue Unternehmen an. Von 1963 bis 1992 war das Gelände des Verkehrsflughafens und der Flugzeugwerft Stationierungsort für die Transportfliegerstaffel 24 der NVA.
Zwischen 1973 und 1975 wurden am Dörnichtweg und an der Karl-Marx-Straße neue Plattenbau-Wohnblocks errichtet. 1986/87 folgte das Neubaugebiet an der Grenzstraße, 1989/90 das Neubaugebiet zwischen Selliner und Alexander-Herzen-Straße. Nach der Wiedervereinigung 1990 entstanden weitere kleinere Wohngebiete sowie zahlreiche Einzelbauten. 2001 konnte das neue Terminal des Flughafens eröffnet werden. Durch die Ansiedlung mehrerer Technologieunternehmen, u. a. aus der Halbleiterbranche, entwickelte sich der Stadtteil zum wichtigen Wirtschaftsstandort der Landeshauptstadt.

## Natur
Klotzsche liegt außerhalb des Elbtales, etwa 100 m höher auf dem westlichen Rand der sogenannten Westlausitzer Platte. Im Osten und Süden grenzt der Ort an die Dresdner Heide. Im Norden und Westen ist er von der Feldmark des Moritzburger Gefildes (Moritzburger Kleinkuppenlandschaft) umgeben. In der Dresdner Heide fließt in der Nähe die Prießnitz vorbei, ein kleiner Flusslauf. Daneben gibt es im Ortsgebiet noch ein paar kleinere Bäche (Bahnteichgraben, Flössertgraben, Klotzscher Dorfbach, Klotzscher Wasserwerksabzugsgraben, Ruhlandgraben, Ruschewiesen Abzugsgraben, Trobischgraben und Ziegeleiteichgraben), Teiche (Bahnteich, Brueghel-Teich, Flössertteich, Hellerrandteich, Quellteich Flössertgraben und Ruhlandteich) und Quellen/Quellgebiete (Dornbuschgraben-Quelle, Ilschengraben-Quelle, Klotzscher Steinborn, Seifenbach-Quelle).

## Industrie
Im Stadtbezirk Klotzsche sind einige der größten Arbeitgeber des Großraums Dresden ansässig. Dies sind Globalfoundries im benachbarten Ortsteil Wilschdorf sowie Infineon, bis 2009 auch Qimonda. Im Umfeld des Flughafens haben sich zahlreiche Zulieferbetriebe der Halbleiterindustrie und eigenständige Halbleiter-Unternehmen wie das ZMD, das Advanced Mask Technology Center oder Plastic Logic angesiedelt sowie weitere große Halbleiter- und Mikroelektronik- und Forschungsbetriebe wie Texas Instruments und drei der Dresdner Fraunhofer-Institute: das Fraunhofer-Institut für Photonische Mikrosysteme (IPMS), ein Teil des Fraunhofer-Instituts für Keramische Technologien und Systeme (IKTS) und das Fraunhofer-Center Nanoelektronische Technologien (CNT). Das Industriegebiet Klotzsche, zu dem auch der Flughafen gehört, umfasst mit 4,87 km² mehr als 55 Prozent der Gemarkungsfläche.

## Verkehr

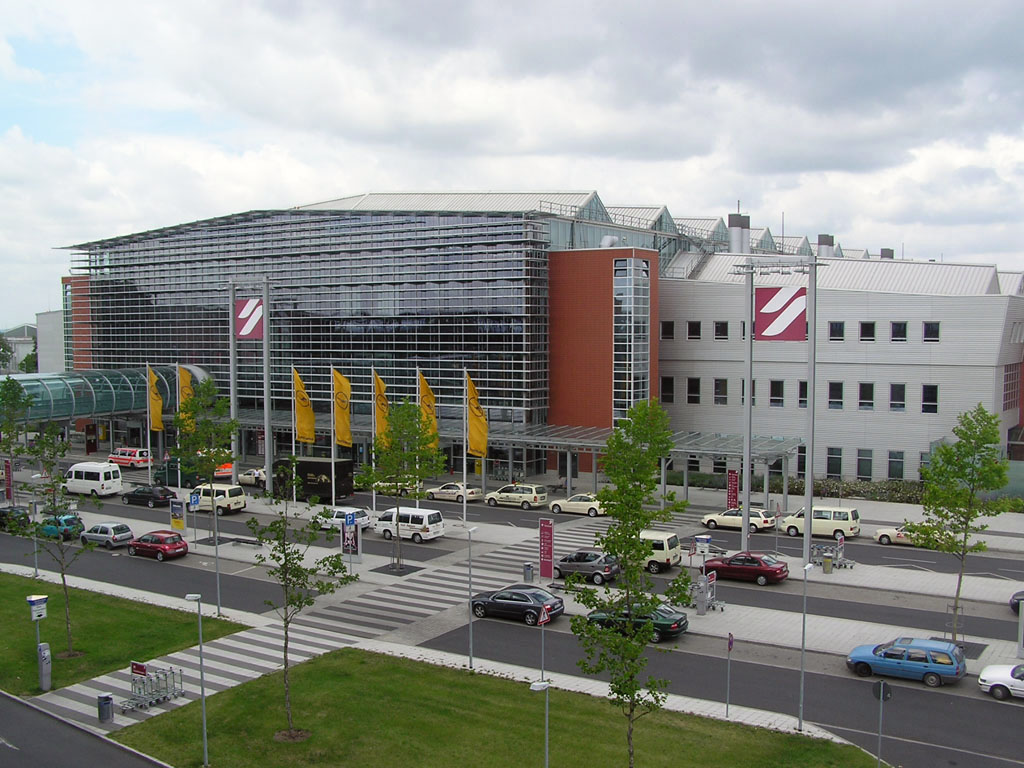
Flughafen

### Straßenverkehr
Wichtigste Verkehrsader des Ortes ist traditionell die heute Königsbrücker Landstraße genannte Verbindungsstraße nach Osten, welche bereits im Mittelalter Teil eines bedeutenden Handelsweges war. Im 18. Jahrhundert wurde sie zur Poststraße ausgebaut und war Teil des „Krönungswegs“ Augusts des Starken. Ab 1706 verkehrte hier eine „reitende Post“ von Dresden über Königsbrück – Hoyerswerda – Sorau nach Warschau. Am Ende des langen Anstiegs aus dem Elbtalkessel befand sich, etwas außerhalb des Klotzscher Dorfkerns, am Schänkhübel eine Pferdewechsel- und Raststation. Die Königsbrücker Landstraße bildet die stadtauswärtige Verlängerung der Königsbrücker Straße und führt abschnittsweise die Bundesstraße 97.
Neben dem Flughafen befindet sich das Autobahndreieck Dresden-Nord, an dem die A 13 von der A 4 abzweigt und auf dem in den 1950/60er Jahren die berühmten Auto- und Motorrad-„Spinne-Rennen“ ausgetragen wurden. Klotzsche selbst ist durch die Anschlussstelle Dresden-Flughafen an diese Autobahnen angebunden.

### Eisenbahn

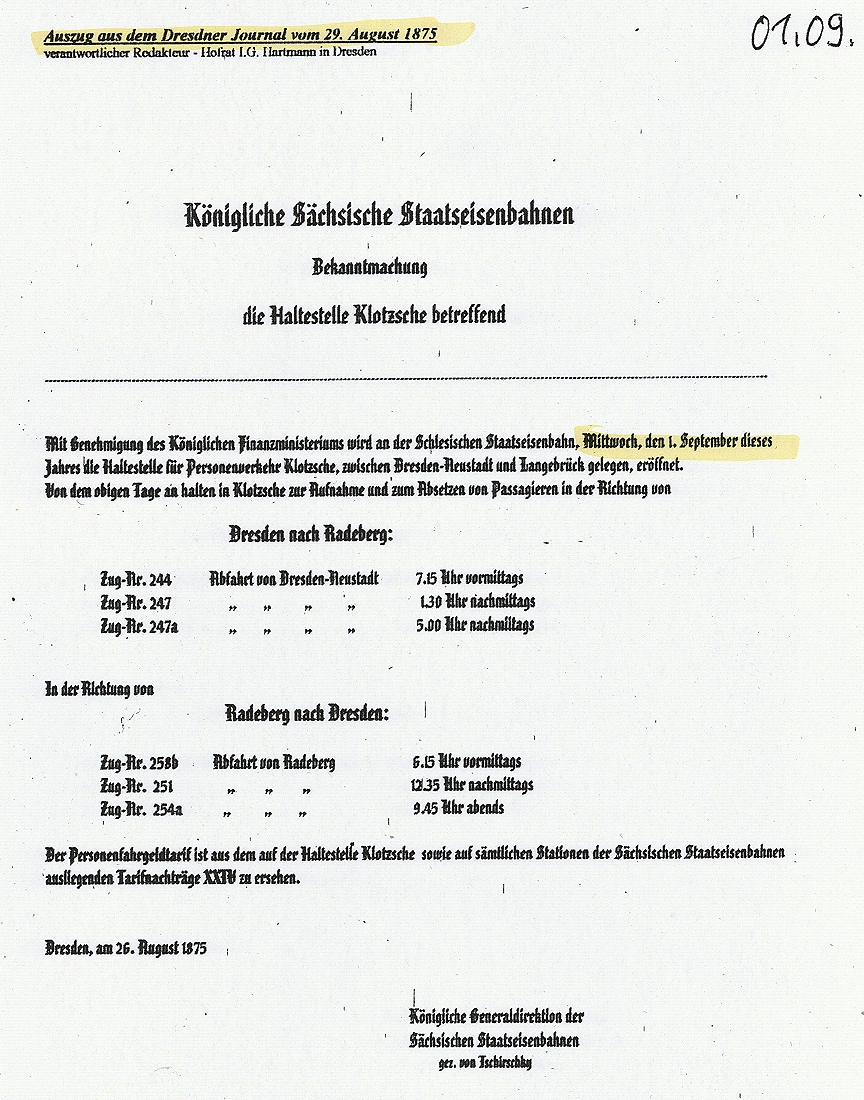
Bekanntmachung zur Eröffnung der Haltestelle Klotzsche am 1. September 1875

Die am 17. November 1845 mit der ersten Teilstrecke Dresden (Schlesischer Bahnhof) nach Radeberg eröffnete Eisenbahnstrecke Dresden–Görlitz führte östlich am Dorf vorbei über Klotzscher Flur, ohne den Ort zu berühren. Erst am 1. September 1875 eröffneten die Königlich-Sächsischen Staatseisenbahnen die „Haltestelle Klotzsche“ (der spätere Haltepunkt „Königswald“), damit die Königsfamilie Sommerausflüge in die Dresdner Heide bei Klotzsche mit der Bahn beginnen konnte. Aus diesem Haltepunkt entwickelte sich der neue Bahnhof Klotzscha (damals galt vereinzelt noch diese alte Schreibweise), um dem zunehmenden Ausflugsverkehr Rechnung zu tragen und vor allem den Anschluss an die am 16. Oktober 1884 eingeweihte Schmalspurbahn nach Königsbrück zu sichern. 1896/97 wurde diese in Regelspur umgebaut.
Die Innenstadt der sächsischen Landeshauptstadt Dresden ist mit der S-Bahn-Linie S2 von den drei S-Bahnhöfen Dresden Flughafen, Dresden Grenzstraße und Dresden-Klotzsche sowie mit der S-Bahn-Linie S8 Dresden–Kamenz zu erreichen. Vom Bahnhof Dresden-Klotzsche verkehren auch Regionalexpress-Züge (Linien RE 1 und RE 2) und Regionalbahnen (Linien RB 33, RB 60 und RB 61) nach Dresden Hauptbahnhof, Dresden-Neustadt, Königsbrück, Bautzen, Görlitz, Zittau und Liberec.

### Öffentlicher Personennahverkehr
Als Verbindung nach Dresden verkehrte zwischen 1903 und 1904 mit der Dresdner Haide-Bahn eine der ersten O-Bus-Linien der Welt. Im Jahr 1911 erhielt Klotzsche mit der Verlängerung der zuvor am Arsenal endenden Straßenbahnlinie bis zum Gasthof Schänkhübel durch die Dresdner Überland-Verkehr GmbH Straßenbahnanschluss. Die Eröffnungsfahrt erfolgte am 21. Januar 1911. Im gleichen Jahr entstand der 1994 geschlossene und später abgerissene Straßenbahnhof. Von 1925 bis 1928 wurde die Straßenbahn zunächst bis zum Gasthof Deutsche Eiche und dann bis nach Lausa-Weixdorf verlängert.
Des Weiteren verkehren zahlreiche Buslinien durch Klotzsche. Bereits seit Ende der 1950er Jahre gibt es eine Direktverbindung von Klotzsche nach Trachenberge (zunächst Linie B, ab 1964 als Linie 71, 1967 in die Linien 71 und 91 ausgespalten; siehe Busverkehr in Dresden). Als Linie 70 seit dem Busnetz 2010 bezeichnet, verbindet sie Klotzsche mit Hellerau, Trachenberge, dem ElbePark und Gompitz. Die Linie 72 ist eine Kombination aus den vorherigen Linien 80, 91, 97 und 425. Sie fährt nunmehr von Infineon über die Karl-Marx-Straße, Boxdorf, Radebeul, Serkowitz und Altkaditz zum ElbePark. Zwischen Marsdorf/Industriegebiet Nord/Flughafen und Infineon fährt die Linie 77, die auch die Anbindung des Flughafens an das Straßenbahnnetz herstellt. Von Wilschdorf kommend fährt die Linie 78 nach Ottendorf-Okrilla beziehungsweise Radeberg. Die Buslinie 80 verkehrt vom Bahnhof Dresden-Klotzsche über die Selliner Straße und die Grenzstraße zum Flughafen und weiter über Globalfoundries Richtung Omsewitz. Neben den vorgenannten Linien der DVB bestehen noch die Regionalbuslinien 522 und 769, mit denen man nach Radeburg beziehungsweise Ottendorf-Okrilla gelangt.

## Bildung
- 50. Grundschule „Gertrud Caspari“
- 82. Grundschule „Am Königswald“
- 82. Oberschule „Am Flughafen“
- Gymnasium Klotzsche
- Natur- und Umweltschule Dresden (Jenaplanschule)
- Städtische Bibliothek Klotzsche
- DGUV Akademie Dresden (bis Ende 2009: BG-Akademie für Arbeitssicherheit und Gesundheitsschutz)
- Institut der Senckenberg Gesellschaft für Naturkunde in Dresden-Klotzsche
- Landesamt für Archäologie Sachsen

## Persönlichkeiten
- Karin Alt (* 1928), Altphilologin, Hochschullehrerin
- Gertrud Caspari (1873–1948), Kinderbuchillustratorin (ehem. Wohnhaus Königsbrücker Landstr. 3)
- Georg Estler (1860–1954), Maler (ehem. Wohnhaus Carolastr. (jetzt Georg-Estler-Str.) 3)
- Conrad Felixmüller (1897–1977), Maler (ehem. Wohnung Gartenstr. 10 / Königsbrücker Landstr. 61)
- Julius von Finck, Arzt, Gründer des Institutes für Wirbeltuberkulose (Goethestr. 17/18)
- Karl Gjellerup (1857–1919), dänischer Schriftsteller, Literatur-Nobelpreisträger (ehem. Wohnhaus Goethestr. 11)
- Carl Hauer (1847–1905), Stuckateur, Schöpfer des Altars der Christuskirche (ehem. Wohnhaus Carolastr. (jetzt Georg-Estler-Str.) 8)
- Richard Hofmann (1906–1983), Fußballspieler, arbeitete in den 1930er Jahren als Chauffeur des DSC-Präsidenten in Klotzsche (Königsbrücker Landstr. 50)
- Max Hünig (1851–1935), Kommunalpolitiker (SPD/KPD), Gründer der Kindererholungsstätte am Oberen Waldteich Boxdorf
- Woldemar Kandler (1866–1929), Architekt (ehem. Wohnhaus Goethestr. 3)
- Hulda von Levetzow (1863–1947), Autorin
- Albert Meyer (1857–1924), Fotograf und Unternehmer
- Lukas Felix Müller (1918–2006), Veterinärmediziner und Hochschullehrer
- Rudolf Nehmer (1912–1983), Maler und Grafiker (ehem. Wohnhaus in Klotzsche)
- Friedrich Alfred Oehme (1881–1935), Maler (ehem. Wohnhaus Greifswalder Str. 10)
- Friedrich August Quosdorf (1840–1889), Bezirksfeldwebel, Gründer des Ortsteils Königswald
- Johannes Schilling (1828–1910), Bildhauer (ehem. Wohnhaus Goethestr. 9)
- Erwin Weiß (1899–1979), Maler und Grafiker
- Herbert Wendler (1912–1998), Unternehmer, Erfinder der Schokoladen-Dominosteine (Firmensitz Max-Hünig-Str. 13)
- Karl Wessely (1908–1946), Tenor, Mitglied der Staatsoper Dresden (ehem. Wohnung Königsbrücker Straße 99)